# L.L BROTHERSのテーマ
「L.L BROTHERSのテーマ」（エルエルブラザーズのテーマ）は、LLブラザーズの1枚目のシングル。1991年10月7日発売。発売元はワーナーミュージック・ジャパン。

## 解説
表題曲「L.L BROTHERSのテーマ」はマクセル・ビデオテープ「BLACK」CMソング。

## チャート成績
オリコンチャート2位を獲得した。

## 収録曲
全作曲：羽田一郎
1. L.L BROTHERSのテーマ
  - 作詞：川村真澄／編曲：新川博
2. elle
  - 作詞：小西康陽／編曲：有賀啓雄